# Fernando Rodrigues da Silveira
Fernando Rodrigues da Silveira (Rio de Janeiro, 30 de janeiro de 1893 — 16 de dezembro de 1970) foi um naturalista, pesquisador e professor universitário brasileiro.
Formado pela Faculdade Nacional de Medicina, optou pelo magistério, trabalhando também como botânico itinerante no Jardim Botânico do Rio de Janeiro. 
A Universidade do Estado do Rio de Janeiro (UERJ) batizou seu colégio de aplicação como Instituto de Aplicação Fernando Rodrigues da Silveira (CAp) em homenagem ao seu fundador e primeiro diretor.

## Biografia
Fernando nasceu na cidade do Rio de Janeiro, em 1893. Graduou-se pela Faculdade Nacional de Medicina, optando pela carreira do magistério. Lecionou na Escola Politécnica da Universidade Federal do Rio de Janeiro, na Universidade Rural e no Instituto de Educação.
Foi um forte defensor da criação de uma universidade do Distrito Federal (na época no Rio de Janeiro), que se tornaria a Universidade do Estado do Rio da Guanabara, hoje Universidade do Estado do Rio de Janeiro. De formação clássica e positivista ao mesmo tempo humanista, Fernando era também cientista e poliglota, engajado na política da capital federal, o que lhe rendeu perseguição e inimizades, o que o levou a um longo exílio na Alemanha durante o governo do presidente Arthur Bernardes.
Sua biblioteca particular tinha cerca de 20 mil volumes no acervo e era considerada na época a maior e mais completa da cidade, com o maior acervo compacto de obra de Goethe na América Latina, além de vários volumes de literatura brasileira, portuguesa, inglesa e, principalmente francesa. Sua coleção de obras de Goethe pertence hoje à Biblioteca do Ministério da Justiça e está disponível a estudiosos e a todos aqueles interessados em conhecer a obra do pensador.
Foi diretor da Faculdade de Filosofia, Ciências e Letras da Universidade do Distrito Federal. Enquanto estava no cargo, percebeu a necessidade de criar um colégio no âmbito da Universidade para servir de campo de estágio e de experimentação aos estudantes da carreira do magistério. Em 1 de abril de 1957 era fundado o Colégio Universitário da Faculdade de filosofia, Ciências e Letras da Universidade do Distrito Federal, projeto idealizado por Silveira, que se tornou referência em educação no estado e hoje leva seu nome, atendendo alunos das séries iniciais e do ensino médio.
Fernando foi o primeiro acadêmico a ser agraciado com o título de professor emérito pelo Conselho Universitário da Universidade do Estado do Rio de Janeiro a 8 de outubro de 1963. Por ter se dedicado quase que exclusivamente ao magistério, são poucos os artigos científicos por ele publicados, destacando-se o estudo sobre “Cromatologia vegetal”.

## Morte
Fernando morreu em 16 de dezembro de 1970, aos 77 anos, no Rio de Janeiro.